# Indiana Jones and the Pyramid of the Sorcerer
Indiana Jones and the Pyramid of the Sorcerer ist ein 2009 bei Scholastic veröffentlichter Abenteuerroman von Ryder Windham, der für eine jüngere Leserschaft geschrieben wurde. In diesem begibt sich der Abenteurer und Archäologe Indiana Jones in Lateinamerika im Auftrag des amerikanischen Militärgeheimdienstes auf die Suche nach der Akasha-Chronik. Der Roman bildet eine Einheit mit dem im selben Jahr erschienenen zweiten und letzten Band der Reihe Indiana Jones and the Mystery of Mount Sinai. Beide Werke wurden bislang nicht ins Deutsche übersetzt.

## Handlung
1941: Indiana Jones befindet sich bei einer Grabung in Peru, wo er einen Inka-Schrein ausgegraben hat, der zu seiner Überraschung kleine aus Gold gefertigte Figuren von Maya-Göttern beinhaltet. Ehe er sich näher damit befassen kann, wie die Figuren so weit nach Süden gelangt sind, wird er von den ihn begleitenden Trägern darauf aufmerksam gemacht, dass in der nahegelegenen Siedlung Steckbriefe aushängen, die Jones zeigen, der wegen Grabräuberei gesucht wird. Es ist eine Belohnung ausgesetzt. Jones wundert sich, da er eine offizielle Genehmigung der peruanischen Regierung besitzt, zudem fällt ihm auf, dass der Steckbrief vom Peruanischen Museumsrat ausgestellt wurde – einer Einrichtung, die es gar nicht gibt. Als peruanische Soldaten auftauchen, flieht Jones und beschließt kurzerhand, über die Grenze nach Ecuador zu fliehen und in einer dortigen Hafenstadt zu einem Schiff zu gelangen. Er weiß jedoch nicht, dass im gerade währenden Krieg zwischen Peru und Ecuador die peruanische Armee den von ihm aufgesuchten Hafen besetzt hat. Als er den Motor eines Bootes startet, wird er von peruanischen Soldaten verhaftet, die ihm seine Ausrüstung wegnehmen und ihn einsperren. Als zwei Soldaten seine Zelle betreten, überwältigt er diese und flieht. Als er aus einem der Lagerhäuser seinen Besitz zurückholen will, stößt er auf einen peruanischen General, der sich gerade mit einem Amerikaner bespricht. Es handelt sich bei letzterem um Colonel Musgrove, einen der Mitarbeiter des amerikanischen Militärgeheimdienstes, die Jones einige Jahre zuvor mit der Suche nach der Bundeslade beauftragt hatten. Da diese aber nicht in einem Museum, sondern hinter verriegelten Türen landete, ist Jones auf den Mann nicht gut zu sprechen. Ihm wird erklärt, dass man gerade an seiner Freilassung arbeitete, es stellt sich heraus, dass die Steckbriefe von Musgroves Leuten stammten, um Jones rascher aufzuspüren.
Jones wird mit dem Wagen mitgenommen, Musgrove will, dass er ihnen erneut in einer Angelegenheit hilft, diesmal geht es um die Halle der Aufzeichnungen, in der sich die legendäre Akasha-Chronik befindet, mit der man Wissen über die Zukunft erlangen kann. Die Halle wurde von einem Jones bekannten Forscher, nämlich dem Engländer Reginald Brooksbank, auf den Bahamas entdeckt. Dieser lebt allerdings nicht mehr, denn er fiel einem Anschlag von Nationalsozialisten, die auch auf der Suche nach der Halle sind, auf seinen Wagen zum Opfer. Sergeant Nichols, der Musgrove begleitet, war für die Sicherheit des Mannes zuständig und bedauert, hierbei versagt zu haben. Es wird befürchtet, dass die Deutschen die Halle finden könnten und das Wissen über die Zukunft zu ihrem Vorteil einsetzen oder gar versuchen könnten, die Zukunft zu beeinflussen.
Jones willigt nun ein zu helfen, sie besteigen ein Flugzeug, das sie nach Costa Rica bringen soll. Auf dem Flug dorthin wird Jones Zugang zum bisherigen Material gegeben. Darunter ist auch ein Brief, den Brooksbank vor seinem Tod abschickte und in dem er einige tatsächlich eingetretene Dinge des laufenden Jahres auflistete. Nichols war dabei, als die Halle gefunden wurde, hatte sie aber nicht selbst betreten. Alles, was Brooksbank mitbrachte, war eine steinerne Kugel, die – wenn man sie berührt – ein Bild zeigt, das Jones aufgrund einer früheren Expedition als das versunkene Atlantis identifizieren kann, jedoch ist unsicher, was dies zu bedeuten hat. Jones ist nach wie vor kritisch, was die Sache angeht, da er die Halle der Aufzeichnungen für einen Mythos, keinen wirklich bestehenden Ort hält, zudem daran zweifelt, dass man die Zukunft voraussehen kann. Man spielt ihm einen Film vor, den Brooksbank selbst vor seinem Tod aufgezeichnet hat und in dem er Begebenheiten aus Jones’ Jugend schildert, die ihm nie erzählt wurden und von denen er nur aufgrund seines Aufenthaltes in der Halle weiß. Brooksbank hielt den gefundenen Stein für den Schlüssel zu dem Wissen, wo die Halle als Nächstes erscheinen wird, denn sie ist in der Lage, ihren Ort zu wechseln, die Höhle auf den Bahamis besteht bereits nicht mehr. Die nächste Spur hierbei ist ein Ort in Costa Rica, wo bei Arbeiten einige große Steinkugeln zum Vorschein gekommen sind.
Auf einer Zwischenstation auf einer amerikanischen Militärbasis in Panama will Jones duschen und seine Kleidung waschen, wird im Waschraum jedoch von einem Unbekannten in Militäruniform mit einem Messer angegriffen. Nachdem Jones ihm dieses aus der Hand schlagen konnte, will der Fremde ihn mit einem Draht erwürgen. Dies gelingt ihm fast, jedoch stößt der Kommandant der Anlage hinzu und der Fremde wird von Nichols erschossen. Es stellt sich heraus, dass der Tote unbekannt ist und irgendwie in die Anlage eingedrungen sein muss. Sein Messer stammt aus einer deutschen Fertigung, deshalb vermutet man, dass die Nationalsozialisten ihnen auf der Spur sind. Es wird daher eine undichte Stelle vermutet, weshalb besondere Maßnahmen ergriffen werden. So wird behauptet, dass Jones durch die ihm zugefügte Stichverletzung des Angreifers ums Leben gekommen ist. Jones will fortan die Dinge so gestalten, wie er es für sinnvoll hält, und fährt mit Musgrove und Nichols heimlich in eine nahegelegene Stadt. Dort sucht er eine Möglichkeit, sich der beiden zu entledigen, da er lieber auf eigene Faust weitermachen will. Durch einen Trick gelingt ihm dies, indem er einen einheimischen Lastwagenfahrer dazu bringt, ihn mitzunehmen. Der Fahrer kann ihm auch sagen, wo er einen privaten Flugplatz findet, von wo aus er nach Costa Rica gebracht werden kann. Dort trifft er auf Bert, eine Pilotin, die gegen Bezahlung bereit ist, ihn dorthin zu bringen. In Costa Rica sucht Jones die großen Steinkugeln auf. Als er dort die mitgeführte Kugel herausholt und berührt, sieht er ein neues Bild, das er als Steinpyramide bei Uxmal in Yucatán, auch als Pyramide des Zauberers bekannt, erkennt, und weiß, dass die Halle der Aufzeichnungen nun gerade an diesem Ort ist.
Ehe er mit Bert dorthin aufbrechen kann, werden sie jedoch von amerikanischen Soldaten unter der Leitung von Nichols gestellt. Jones erfährt, dass Musgrove wegen einer schweren Schusswunde in ärztlicher Behandlung ist, und sagt Nichols ins Gesicht, dass er ihn für einen Spion der Nationalsozialisten hält, was dieser jedoch nicht zugibt. Den beiden gelingt schließlich die Flucht und sie gelangen mit Berts Flugzeug nach Mexiko. Als Jones dort den Zugang zur Halle findet, die sich mit Hilfe der von ihm in Peru gefundenen Goldfiguren öffnen lässt, stößt er dort zu seiner Verwunderung auf den noch lebenden Brooksband, der seinen Tod nur vorgetäuscht hatte, allerdings in der Halle festsaß. Auf Jones’ Frage, was er damit bezweckte, gibt er zur Antwort, dass er von Nichols erfahren hatte, dass Musgrove in Wirklichkeit ein Spion der Nationalsozialisten ist. Er wird von Jones über die wirklichen Verhältnisse aufgeklärt. Da erscheint auch Nichols in der Pyramide und erklärt die Halle der Aufzeichnungen zum Besitz Deutschlands. Brooksbank wird durch eine Kugel getötet, Nichols findet jedoch ebenfalls seinen Tod in der Pyramide. Als der Zugang zur Pyramide sich wieder schließt, eilen Jones und Bert nach draußen, Jones gelingt es dabei noch, drei der vier Goldfiguren mitzunehmen, die vierte jedoch geht verloren.
Im US-Konsulat in Mérida bespricht sich Jones zwei Tage später mit dem noch lebenden Musgrove. Die Frage, ob die Halle nun verloren ist, kann Jones nicht sicher beantworten. Musgrove eröffnet ihm, dass die Nationalsozialisten weniger darauf hofften, mit Hilfe der Halle die Zukunft zu lesen, sondern sich vielmehr erhofften, dort hinterlassene Waffen einer früheren Kultur zu finden, an die sie nach wie vor gelangen wollen. Jones gibt auf Musgroves Frage, ob er dem Militär weiterhin helfen will, an, darüber nachzudenken.

## Ausgaben
- Ryder Windham:  Indiana Jones and the Pyramid of the Sorcerer, Scholastic, New York 2009, ISBN 978-0-545-11205-5.